# Juliana Dogbadzi
Juliana Dogbadzi est une militante ghanéenne des droits de l'homme et lauréate du Prix Reebok des Droits de l'Homme.
Dogbadzi est une ancienne victime de Trokosi (en) qui milite désormais contre cette pratique séculaire qui envoie des jeunes femmes au travail forcé pour racheter les péchés de leurs proches,,.
Juliana Dogbadzi est détenue pendant 17 ans à Trokosi au Ghana, abusée physiquement, mentalement et sexuellement jusqu'à ce qu'elle s'échappe du camp à l'âge de 23 ans .
Elle crée une organisation à but non lucratif, International Needs Ghana, qui œuvre pour la libération des victimes de Trokosi,,.

## Biographie
Lorsque Dogbadzi a sept ans, ses parents l'abandonnent dans un sanctuaire de Trokosi pour payer le vol commis par son grand-père. Les partisans de Trokosi lui disent que sa servitude involontaire empêchera une série de malheurs de s'abattre sur sa famille. Dogbadzi sert dans des conditions d'esclavage pendant environ 17 ans. Pendant ce temps, elle est affamée, surmenée, battue et empêchée d'aller à l'école. Vers l'âge de 12 ans, elle est violée par le féticheur de 90 ans qui est le père de son premier enfant,.
À 25 ans, Dogbadzi s'échappe de Trokosi et lance une campagne pour lutter contre eux, suscitant un débat national au Ghana.
Dogbadzi crée International Needs Ghana, qui libère plus de 1 000 femmes de la détention de Trokosi dans 15 sanctuaires.
En 1999, elle reçoit le Prix Reebok des Droits de l'Homme.
L'une des filles que son organisme de bienfaisance a aidé à libérer est Brigitte Sossou Perenyi (en) qui a été adoptée par un Américain et a également fait campagne et a été nommée l'une des 100 femmes de la BBC en 2018.